# Guérilla urbaine
La guérilla urbaine est une forme de guerre asymétrique où les combattants se battent contre un gouvernement en milieu urbain. Si elle désigne tout d'abord une stratégie militaire aux méthodes et aux objectifs précis, le terme désigne de manière courante tous les combats de type guérilla en ville comme la guérilla irakienne ou afghane, mais aussi toute situation émeutière,, sans que les mouvements ou événements concernés se revendiquent expressément de la théorie.

## Théorie
La guérilla urbaine est une théorie militaire née dans les organisations d'extrême gauche sud-américaines, principalement après le constat d'échec de la guérilla et du foquisme de Che Guevara. Elle est théorisée par Carlos Marighella dans son Manuel du guérillero urbain puis par les Tupamaros. L'industrialisation rendant la guérilla rurale obsolète, les combats se déroulent donc désormais dans les villes, nouveaux centres névralgiques des pays et des régimes. De par la difficulté en milieu urbain d'organiser un contre-État (but de la guérilla classique) et d'éviter la répression et du fait du manque de moyens et d'effectifs, les guérillas urbaines utilisent le terrorisme en tant que stratégie militaire (c'est-à-dire un terrorisme publicitaire ou sélectif, mais néanmoins violent), de manière à déclencher une réaction violente de la part de l'État (démontrant ainsi sa nature supposée). La guérilla urbaine inspirera différents mouvements américains (Weathermen, FLQ) et européens (Fraction armée rouge, Brigades rouges, Action directe, Cellules communistes combattantes).

## Liste de mouvements ayant pratiqué la guérilla urbaine théorisée

### Afrique
- Algérie : Front de libération nationale sous le commandement de Yacef Saâdi, chef indépendantiste de la Zone autonome d'Alger. Voir : Bataille d'Alger.

### Amérique latine
- Argentine - Ejército Revolucionario del Pueblo, Fuerzas Armadas Peronistas…
- Brésil - MR-8
- Colombie - M-19
- Chili - Mouvement de la gauche révolutionnaire
- Uruguay - Tupamaros[7]
- Pérou - Parti Communiste du Pérou-"Sentier Lumineux"

### Amérique du Nord

#### États-Unis
- Black Liberation Army
- Earth Liberation Front
- May 19th Communist Organization
- Armée de libération symbionaise
- Weathermen

#### Canada
- Front de libération du Québec
- Squamish Five

### Europe
- Allemagne - Fraction armée rouge, Mouvement du 2 Juin[8], Cellules révolutionnaires
- Espagne - Kale borroka
- Irlande - Armée républicaine irlandaise, Ulster Volunteer Force
- Italie - Brigades rouges
- France - Action directe
- Belgique - Cellules communistes combattantes

## La guérilla urbaine dans la culture populaire
- Le film La Bataille d'Alger (La Battaglia di Algeri), de Gillo Pontecorvo (1966), montre des scènes de guérilla urbaine des indépendantistes algériens contre les forces coloniales françaises. Le film est considéré comme un modèle d'enseignement sur la guérilla urbaine.
- Le film Les Fils de l'homme propose des scènes de guérilla urbaine dans un Royaume-Uni post-apocalyptique de 2027.
- Le film Le Royaume montre des scènes de guérilla urbaine en Arabie saoudite au début du XXIe siècle.
- Le jeu vidéo Half-Life 2 permet au joueur de vivre des scènes de rébellions au cœur de la Cité 17.
- Le roman d'anticipation Guérilla de Laurent Obertone racontant l'effondrement de la France comporte de nombreuses scènes de guérillas au sein de Paris.